# Кавказская жаба
Кавказская жаба, или колхидская жаба (лат. Bufo verrucosissimus) — земноводное из семейства жабы. Включена в Красную книгу Краснодарского и Ставропольского краëв, Адыгеи и Карачаево-Черкесии. А также в Красную книгу РФ.

## Описание
Одно из самых крупных земноводных России. Длина может достигать 125 мм. Окраска — серая или светло-коричневая. Головастики чёрного цвета. Неполовозрелые особи — оранжевые.

## Ареал и места обитания
Эндемик Западного Кавказа. Региональный ареал охватывает предгорный и горные пояса к югу от лесостепной зоны.
Распространение кавказской жабы ограничено на Кавказе районами с изотермой января —30 °С. Населяет мезофитные леса. Дневными убежищами для жаб являются различные пустоты в почве, гнилые пни. Иногда можно встретить в пещерах. В питании преобладают различные беспозвоночные.

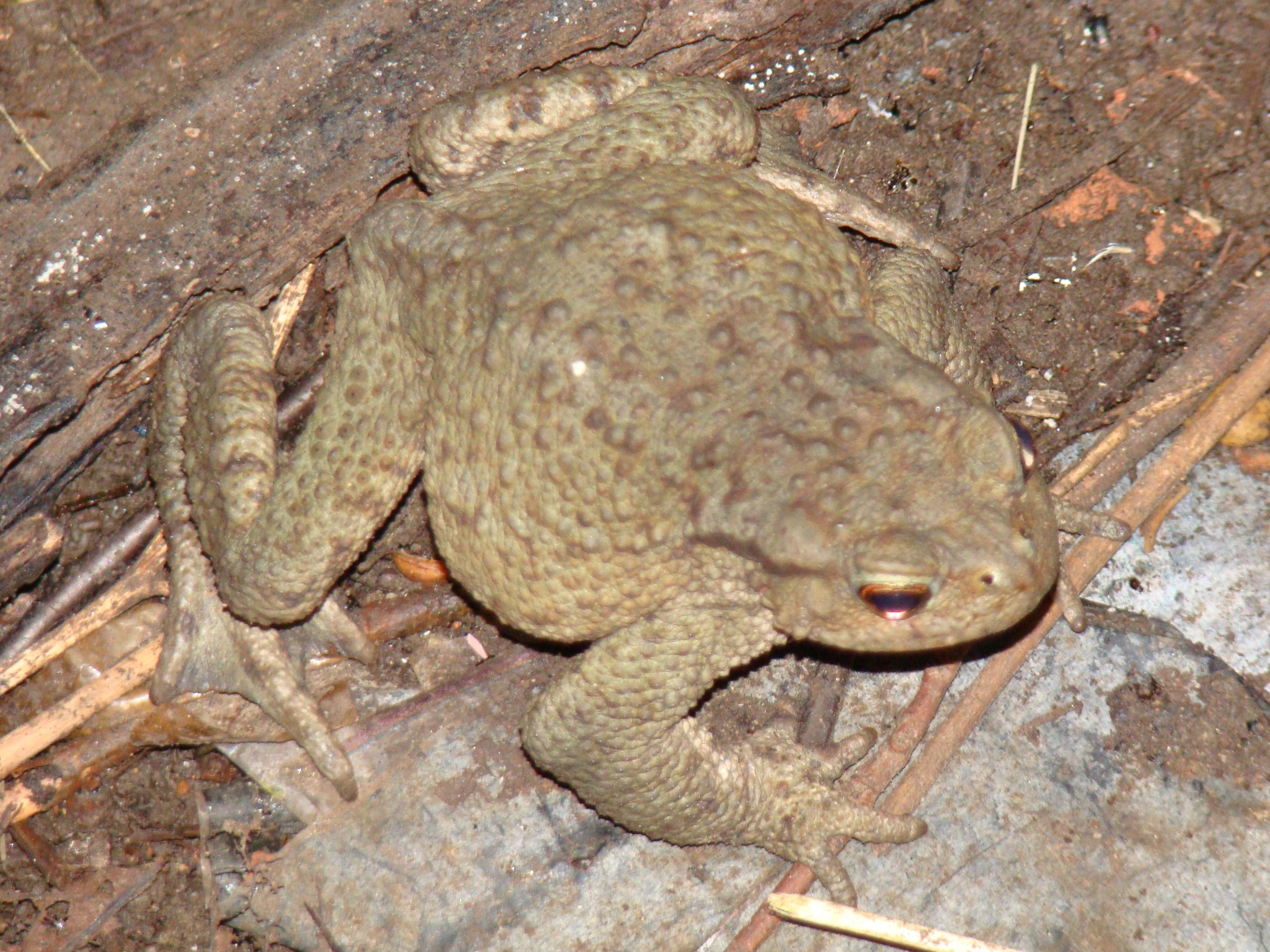

## Численность
В различных биотопах численность варьирует: на 1000 м маршрута от 20 особей до 1—5. До 1980-х годов численность оставалась стабильной. В настоящее время отмечается повсеместное сокращение численности, связанное с распространением здесь инвазивного енота-полоскуна.